# Sarzedo (Covilhã)
Sarzedo ist ein Ort und eine ehemalige Gemeinde (Freguesia) im portugiesischen Kreis Covilhã. Die Gemeinde hatte 130 Einwohner (Stand 30. Juni 2011).
Am 29. September 2013 wurden die Gemeinden Sarzedo und Teixoso zur neuen Gemeinde União das Freguesias de Teixoso e Sarzedo zusammengeschlossen.